# Partecipanti Olimpici Indipendenti ai Giochi della XXV Olimpiade
Per Partecipanti Olimpici Indipendenti s'intende il nome utilizzato, ai Giochi olimpici di Barcellona 1992, dalla rappresentanza olimpica composta dagli atleti provenienti da quei Paesi della (ormai ex) Repubblica Socialista Federale di Jugoslavia sostanzialmente ancora in guerra o il cui comitato olimpico nazionale non fosse stato ancora riconosciuto dal CIO.

## Storia
Nel maggio 1992, a causa dell'isolamento della Jugoslavia (ormai ridotta a due sole province, Serbia e Montenegro) da parte dell'ONU per via delle guerre jugoslave, un accordo tra il CIO e le Nazioni Unite permetteva agli atleti serbi e montenegrini di partecipare ai Giochi Olimpici spagnoli, a patto che venisse usato un nome diverso da quello originale ("Jugoslavia").
Nello stesso periodo, mentre l'indipendenza della Repubblica di Macedonia doveva ancora essere riconosciuta dall'ONU (cosa che avverrà soltanto nel 1993), lo stesso comitato olimpico macedone non poteva essere legittimato dal CIO. Per tale motivo i macedoni non poterono utilizzare la loro bandiera.
A causa delle sanzioni contro la Jugoslavia, vi era già stata, pochi mesi prima, l'esclusione della nazionale di Calcio dagli Europei 1992. Pertanto la Jugoslavia venne esclusa dalle olimpiadi, tuttavia negli sport individuali non si poteva impedire ai singoli atleti di partecipare. 
Slovenia e Croazia, invece parteciparono regolarmente per la prima volta come nazioni indipendenti.
Si decise così di ammettere ai Giochi Olimpici del 1992 la delegazione dei "Partecipanti Olimpici Indipendenti", comprendente quegli atleti che avrebbero altrimenti dovuto rinunciare a gareggiare per le suddette questioni nazionali. Al termine dell'edizione, il palmarès risultò essere di tre medaglie, di cui una d'argento e due di bronzo.
Nell'edizione successiva, quella di Atlanta 1996, poterono presentarsi entrambe le rappresentative olimpiche nazionali: la prima, tornata a chiamarsi "Jugoslavia", fu reintegrata dall'ONU, dato che le guerre civili nei Balcani erano terminate nel dicembre 1995; la seconda con il nome di "F.Y.R.O.M." (Former Yugoslav Republic of Macedonia, in italiano Ex Repubblica Jugoslava di Macedonia), a causa di una disputa con la Grecia sul nome dello stato. Infine vi fu la partecipazione con 9 atleti della Bosnia ed Erzegovina.

## Palmarès
| Medaglia | Atleta            | Sport        | Specialità                 |
| -------- | ----------------- | ------------ | -------------------------- |
| Argento  | Jasna Šekarić     | Tiro a segno | Pistola ad aria 10 m donne |
| Bronzo   | Aranka Binder     | Tiro a segno | Fucile 10 metri donne      |
| Bronzo   | Stevan Pletikosić | Tiro a segno | Fucile 50 metri seduti     |